# Yumi Arai The Concert with old Friends (映像作品)
『Yumi Arai The Concert with old Friends』（ユミ・アライ・ザ・コンサート・ウィズ・オールド・フレンズ）は、松任谷由実（ユーミン）の荒井由実名義での5作目のライブビデオである。1996年12月20日に東芝EMIよりリリース（VHS：TOVF-1260、LD：TOLF-1260）。同ビデオのDVD再発版は5.1chサラウンド音声で2001年12月12日にリリース（TOBF-5114）。2004年11月10日に期間限定で低価格（2,940円）にて再リリース（TOBF-5348）。

## 解説
- 1996年8月13日から15日に中野サンプラザで行われたライブを収録。
- 当時、荒井由実名義でセルフカバーシングル「まちぶせ」を発売するなど回顧的な活動を行っており、その一環として荒井由実時代の楽曲だけを集めたライブとなっている（アンコールの「春よ、来い」は除く）。バックバンドも荒井由実時代のレコーディングメンバーを集めた。
- コンサートでは「卒業写真」、「ベルベット・イースター」、「海を見ていた午後」（14、15日のみ）やティン・パン・アレーの「ソバカスのある少女」、BUZZの「ケンとメリー〜愛と風のように〜」も演奏されたが、CD・ビデオともに未収録となっている（DVDにはエンドロールにて「[卒業写真」が音声のみ収録されている。その後「ひこうき雲」がレコーディングバージョンで流れる）。
- 同年12月7日に同名のライブ・アルバムが発売されているが、こちらにはサディスティック・ミカ・バンドの「タイムマシンにおねがい」の代わりに「CHINESE SOUP」が収録されている。
- ユーミンの映像作品としてLDでも発売されたのは本作で最後となった。

## 収録曲
1. あなただけのもの
2. 生まれた街で
3. 空と海の輝きに向けて
4. あの日にかえりたい
5. 中央フリーウェイ
6. ひこうき雲
7. 返事はいらない
8. タイムマシンにおねがい
9. グッドラック・アンド・グッドバイ
10. 12月の雨
11. 雨のステイション
12. COBALT HOUR
13. まちぶせ
14. 14番目の月
15. 春よ、来い

- 作詞：荒井由実（#1～#7,#9～#14）、松山猛（#8）、松任谷由実（#15）
- 作曲：荒井由実（#1～#7,#9～#14）、加藤和彦（#8）、松任谷由実（#15）

## 参加ミュージシャン
- ドラム:林立夫
- パーカッション:斉藤ノブ
- ベース:田中章弘
- ギター:鈴木茂
- キーボード:松任谷正隆、武部聡志
- サックス:Jake H. Conception
- コーラス:東郷昌和 (BUZZ)、小出博志 (BUZZ)、松岡奈穂美
- シンセサイザー・プログラミング：山中雅文
- ゲスト：山本潤子（#4）、高中正義（#8）、高橋幸宏（#7,#8）、ミカ（#8）